# Кировский район (Ростов-на-Дону)
Кировский район — административно-территориальная единица, один из 8 районов города Ростова-на-Дону. Был образован в 1936 году.
Здесь расположены все главные административные органы управления Южного федерального округа, Ростовской области и самого города, крупнейшие финансовые и торговые компании, а также культурные центры.

## История
Историческая судьба района примечательна тем, что она совпадает с историей основания г. Ростова-на-Дону. Напоминают об этом остатки крепости Димитрия Ростовского в парке им. 1-го Мая и Богатый источник, воду из которого, по преданию, пил Государь Император Пётр Первый. Именно здесь и основывался в 1749 году город. Улица Седова является знаменитой и бывшей центральной улицей г. Ростова-на-Дону.
С тех пор территория района является центром города. Она была местом многих важных событий, вошедших в историю города. Во второй половине XVIII века Ростов был крупнейшим оборонительным и торговым пунктом. Отсюда сельскохозяйственные товары, металлы отправляли за границу. Очевидцы утверждали, что ни один порт на юге России не знал столь стремительного роста экспорта как Ростов. В 1857 году появилось первое в Ростове промышленное предприятие. Примерно в это же время были предприняты первые попытки строительства водопровода от Богатого колодца.

## Население
| 1959    | 1970    | 1979    | 1989    | 2002    | 2009    | 2010    |
| ------- | ------- | ------- | ------- | ------- | ------- | ------- |
| 109 626 | ↘98 496 | ↘94 150 | ↘81 484 | ↘69 024 | ↘59 922 | ↗65 987 |
| 2012    | 2013    | 2014    | 2015    | 2016    | 2017    | 2018    |
| ↘65 681 | ↘65 322 | ↘65 239 | ↘64 702 | ↘64 019 | ↘63 499 | ↘62 782 |
| 2019    | 2020    | 2021    |         |         |         |         |
| ↘61 857 | ↘61 218 | ↘59 561 |         |         |         |         |

## Экономика
На территории Кировского района расположено более 40 банковских учреждений, в том числе такие как ОАО КБ «Центр-Инвест», «Юго-Западный банк» СБ РФ, ОАО АУБ «Стела-Банк» и др. Расположение района в центральной части города способствует размещению сети предприятий торговли, общественного питания, бытового обслуживания, в том числе: 913 предприятий торговли, 263 предприятия общественного питания и 274 бытового обслуживания.
Среди промышленных предприятий района есть немало успешно работающих предприятий. ОАО «Донской табак» занимает внушительную часть рынка табачных изделий в России. Свою лепту в развитие промышленного сектора района вносят и такие предприятия как ЗАО «Донобувь», ФГУП «Ростовское протезно-ортопедическое предприятие», ОАО «Южтрубопроводстрой», ОАО «Кавэлектромонтаж» и другие.

## Улицы
- Проспект Богатяновский Спуск
- Улица Серафимовича

## Культура

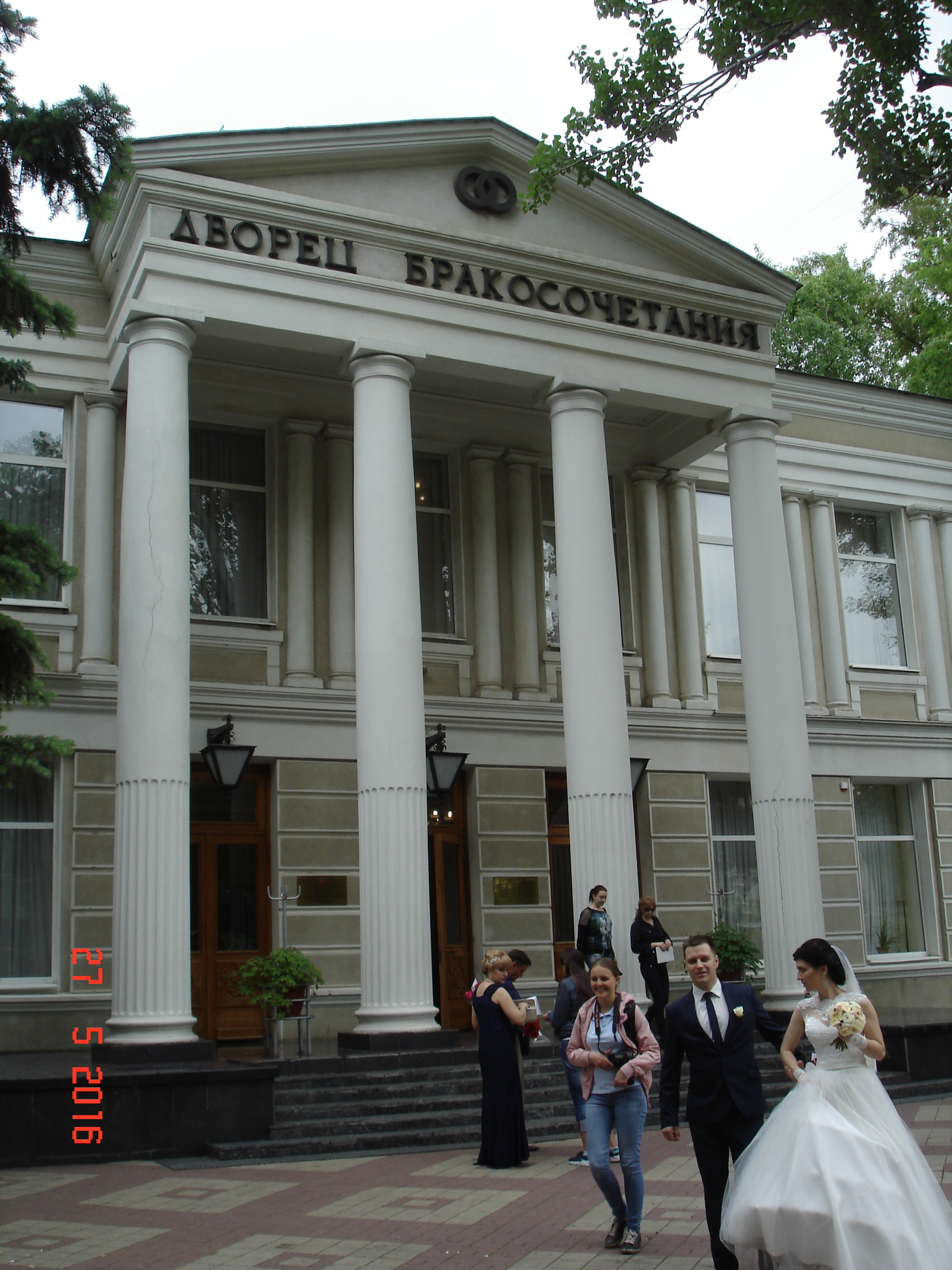
Дворец бракосочетания

Обладая большим культурным наследием, Кировский район продолжает бережно хранить и преумножать его. Музыкальный театр, Областная филармония, Областной музей краеведения, Театр кукол, Донская публичная библиотека, кинотеатр «Буревестник», Дом кино — это далеко не полный перечень культурных центров города, любимых всеми ростовчанами. Большой популярностью пользуются бассейны «Бриз» и «Волна». Улица Пушкинская, Набережная реки Дон, левый берег Дона всегда были популярными зонами отдыха жителей города. Одна из самых необычных достопримечательностей района — общественный туалет на Газетном.

### Образование
На территории района расположились такие известные высшие учебные заведения, как РГУ, РГСУ, РГЭУ (РИНХ), РГМУ, филиал Новороссийской Государственной Морской академии. Ростовские медицинские колледжи и Ростовский морской колледж им. Г. Я. Седова дают среднее специальное образование, а в лицее при РГСУ, медицинском лицее, банк-лицее № 19, профессиональном техникуме № 17 «Сократ» молодые люди могут получить начальное профессиональное образование. Образовательное пространство так же включает в себя 10 школ и 18 дошкольных образовательных учреждений.

### Архитектура
Кировский район уникален по своей архитектуре, многие постройки относятся к памятникам истории, культуры, архитектуры. И в то же время многие здания имеют высокий процент износа, так как многие из них построены ещё в XIX веке. Большое строительство — это ещё одна характерная черта современной жизни района. С 2003 года реконструкция района ведется на основе комплексной модернизации группы жилых кварталов. Реализация проектов градоформирующих комплексов позволит не только полностью ликвидировать ветхий и аварийный фонд, но и улучшить социальную инфраструктуру района.